# NARS Cosmetics
A NARS Cosmetics, ou só NARS, é uma marca francesa de cosméticos criada em 1994 pelo fotógrafo e maquiador François Nars. Os primeiros produtos lançados foram 12 batons vendidos somente nas lojas Barneys New York.  Atualmente, a marca possui uma extensa coleção com produtos icônicos como o blush Orgasm e o corretivo Radiant Creamy. 
Em julho de 2012, a NARS chegou no Brasil dentro da Sephora.
Em 2024, a marca lançou sua mais nova coleção, a Explicit Lipstick. Disponível em 10 tons, a linha homenageia cores icônicas já lançadas pela Nars. 
1. ↑  BR, FashionNetwork com. «NARS Cosmetics comemora um quarto de século com nova linha de batons». FashionNetwork.com. Consultado em 26 de julho de 2024
2. ↑  «The Business of Fashion». The Business of Fashion (em inglês). 14 de agosto de 2020. Consultado em 26 de julho de 2024
3. ↑  Sutaria, Isha (20 de outubro de 2023). «Exclusive: NARS Cosmetics launches in India, ushering in their inclusive and diverse approach». Vogue India (em inglês). Consultado em 26 de julho de 2024
4. ↑  Ceridono, Vic (3 de julho de 2012). «A Nars chegou!». Dia de Beauté (em inglês). Consultado em 26 de julho de 2024
5. ↑  «Nars apresenta nova coleção de batons em campanha com embaixadoras icônicas». Brazil Beauty News. Consultado em 16 de dezembro de 2024